# Другий Тріумвірат (Аргентина)
Другий Тріумвірат (ісп. Segundo Triunvirato) — орган управління Об'єднаних провінцій Ріо-де-ла-Плати (нині Аргентина), який замінив Перший Тріумвірат у 1812 році, невдовзі після Травневої революції, була чинною упродовж 2 років.

## Історія
Навесні 1812 року Хосе де Сан-Мартін і Карлос Марія де Альвеар повернулися з Європи і були незадоволені роботою Першого Тріумвірату, який на їхню думку був недостатньо патріотичним і відійшов від ідеалів Травневої революції. Вони організували таємну ложу, до якої приєдналися також інші незадоволені владою, зокрема колишні прибічники Маріано Морено.
8 жовтня 1812 року полковники Хосе де Сан-Мартін і Франсіско Ортіс де Окампо разом з військами зібралися на Травневій площі і змусили уряд піти у відставку. Коли членів Першого Тріумвірату було усунуто, на їхні місця було призначено нових. Ніколас Родрігес Пенья набрав 172 голоси, Антоніо Альварес Хонте — 147 і Хуан Хосе Пасо — 96 голосів. До складу Тріумвірату не обирали військових, щоб не дати противникам нової влади приводу назвати це військовим переворотом. Тріумвірат приступив до виконання своїх обов'язків 8 жовтня 1812 року.
1813 року Другий тріумвірат скликав Асамблею XIII року, на якій депутатами від Об'єднаних провінції Ріо-де-Ла-Плати було проголошено незалежність від Іспанії і обговорювалися проекти конституції.
Колишні члени Першого Тріумвірату були усунені від влади. Хуан Мартін де Пуейредон і Бернардіно Рівадавія були відправлені у вигнання. Фелісіано Чіклана був ув'язнений, але потім виправданий і призначений губернатором провінції Сальта. 
Основні дії Тріумвірату:
- Створення комісії 4 грудня 1812 року для розробки конституції Аргентини
- Скликання Асамблеї XIII року[en] 31 січня 1813 року
- Створення деяких нових аргентинських провінцій

## Члени Другого Тріумвірату
| З 8 жовтня 1812 року: - Хуан Хосе Пасо - Ніколас Родрігес Пенья - Антоніо Альварес Хонте |

| З 20 лютого 1813 року: - Хосе Хуліан Перес - Ніколас Родрігес Пенья - Антоніо Альварес Хонте |

| З 19 серпня 1813 року: - Хосе Хуліан Перес - Ніколас Родрігес Пенья - Хервасіо Посадас |

| З 5 листопада 1813 року: - Хуан Ларреа - Ніколас Родрігес Пенья - Хервасіо Посадас |